# Resolución 1938 del Consejo de Seguridad de las Naciones Unidas
La resolución 1938 del Consejo de Seguridad de las Naciones Unidas, aprobada por unanimidad el 15 de septiembre de 2010, acordó prorrogar un año más, hasta el 30 de septiembre de 2011, la Misión de las Naciones Unidas en Liberia (UNMIL). Dentro de la extensión en el mandato, se autorizó a la UNMIL a colaborar con el Gobierno de Liberia para la celebración de las elecciones presidenciales y legislativas, planeadas para 2011, prestando apoyo en cuestiones logísticas (para el acceso a zonas remotas), de seguridad y de coordinación para la asistencia electoral internacional. La resolución se reafirmó además en las resoluciones anteriores número 1885 (aprobada en 2009), 1836 (2008), 1626 (2005) y 1509 (2003).
Según la resolución 1938, el Secretario General de las Naciones Unidas y el Gobierno de Liberia deberían diseñar un plan para la transferencia de responsabilidades relativas a la seguridad interna a las autoridades nacionales. Dicha trasnferencia de atribuciones debería permitir una futura reducción del tamaño de la UNMIL, misión multinacional de la ONU creada en 2003 y que contaba con más de 12.000 efectivos entre militares, policías y civiles.